# Estolomimus solidus
Estolomimus solidus är en skalbaggsart som först beskrevs av Stefan von Breuning 1940.  Estolomimus solidus ingår i släktet Estolomimus och familjen långhorningar. Inga underarter finns listade i Catalogue of Life.